# Porsökyrkan
Porsökyrkan är en kyrka i Nederluleå församling i Luleå stift. Kyrkan ligger i stadsdelen och på halvön Porsön i Luleå, nära Luleå tekniska universitet. Studerande vid universitetet har utöver Porsökyrkan också tillgång till Campuskyrkan som är ett av Nederluleå församlings projekt.

## Kyrkobyggnaden
Kyrkan uppfördes 1976 efter ritningar av arkitekt Stefan Alenius. Byggnadskomplexet består av kyrkorum med församlingslokaler som grupperar sig runt ett innertorg.
Kyrkan har en stomme av trä och fasad klädd med rödmålad plåt. Kyrkorummet har stor takhöjd, är klätt med träpanel med varm klang och lång efterklangstid. Istället för en altartavla hänger ovanför altaret konstverket Pärlan. Pärlan i dess mitt syns bara när man kommer nära. Symboliken är att man inte ser Jesus utan att komma honom nära - trots att han ändå finns där.
På sin hemsida beskrivs kyrkan som en kyrka med rum för gemenskap och samtal, såväl lek som stillhet. En kyrka där alla tillsammans tänker och arbetar aktivt för Gud och människor. I verksamheten ingår förutom gudstjänster och diakonalt arbete också söndagsskola, körverksamhet, kristen djupmeditation, samtalsgrupper och middag innan gudstjänsterna (som vanligtvis firas kl 17 på söndagar). Gudstjänsterna har olika teman där musikgudstjänster och keltiska mässor är vanliga.